# Камена Вурла
Камена Вурла (на гръцки: Καμένα Βούρλα) е малко крайморско градче във Фтиотида срещу остров Евбея, Гърция. Център на едноименния дем, който до 2017 г. се казва Молос-Агиос Константинос. 
Над града се издига Кнемис, а на 24 км западно от градчето е проходът Термопили. Поради това, че източно от градчето планината слиза директно в морето, край градчето са северните входове на двата двойни тунела на автомагистралите и жп линиите от Солун за Атина.
Над градчето на 310 м надморска височина край село Кария се намира Карийският манастир „Преображение Господне“, датиран от XI век.
Етимологията на името не е много ясна, като се свързва с името на град Урла на отсрещното малоазийско крайбрежие на Егейско море. Градчето е курортно, но е предимно популярно заради минералните си извори, понеже плажът му е каменист.